# Mawar Eva de Jongh
Mawar Eva de Jongh, née le 26 septembre 2001 à Amsterdam aux Pays-Bas, est une actrice, mannequin et chanteuse indonésienne d'origine néerlandaise.

## Biographie

### Famille et formation
Mawar Eva de Jongh naît à Amsterdam d'un père néerlandais, Bastian Olivier de Jongh, et d'une mère indonésienne appartenant aux Batak Karo, Hartawati Gurusinga. Elle a un frère aîné nommé Budi Flores de Jongh. Ses parents divorcent lorsqu'elle a 3 ans, elle déménage alors avec sa mère et son frère à Medan, au nord de l'île de Sumatra.
Mawar fait ses études au collège Methodist-1 de Medan. Elle poursuit ensuite ses études au lycée privé Toga Terang de Bekasi dans l'ouest de l'île de Java.

### Débuts
Mawar Eva de Jongh se fait connaître dès son plus jeune âge en remportant un concours de concours de beauté pour enfants alors qu'elle n'est qu'à l'école maternelle. Elle est par la suite choisie pour interpréter un rôle dans un téléfilm lors de sa dernière année en école primaire.
Mawar remporte en 2015 le concours de beauté Miss Celebrity Indonesia. Cet événement offre à la gagnante un contrat avec Stream Entertainment, société spécialisée dans l'industrie du spectacle. Elle va ainsi faire ses débuts d'actrice, jouant notamment dans cinq feuilletons télévisés entre 2016 et 2018 et faisant une première apparition au cinéma en 2017 dans de petits rôles dans les films Promise et London Love Story 2.
Parallèlement à sa carrière d'actrice, Mawar fait ses débuts en tant que chanteuse en collaborant avec Julian Jacob (id) pour la chanson Heartbeat fin 2018. Elle signe alors un contrat avec le label Trinity Optima Production.

### Révélation
En 2019, Mawar Eva de Jongh est choisie pour interpréter le rôle d'Annelies Mellema dans le film Bumi Manusia (id), adapté du roman éponyme de Pramoedya Ananta Toer. Le film a été un succès en Indonésie, attirant 1 316 583 spectateurs en salles et obtenant 12 nominations aux Citra lors du Festival du film indonésien 2019. 
Un mois après la sortie du film, elle sort le single Lebih Dari Egoku. Le single atteint la seconde place du Billboard Indonesia Top 100 et  sera nommé au prix de la meilleure chanson aux AMI Awards, équivalent indonésien des Victoires de la musique.
Mawar poursuit sa carrière au cinéma en interprétant en 2020 le rôle d'Ayudia Bing Slamet (id) dans le film biographique #TemantapiMenikah2, remplaçant ainsi Vanesha Prescilla qui interprétait ce rôle dans le premier film. Ce rôle lui permet d'obtenir ses premières nominations dans la catégorie meilleure actrice aux Piala Maya 2020 et au Festival du film de Bandung 2020. La même année, Mawar sort un nouveau single intitulé Sedang Sayang Sayang qui atteindra une nouvelle fois la seconde place du Billboard Indonesia Top 100. 
Mawar Eva de Jongh a été annoncée à l'affiche de plusieurs films qui ont été retardés en raison de la pandémie de Covid-19.

## Vie privée
Mawar Eva de Jongh entretient une relation avec l'acteur Bryan Domani (id) qu'elle a rencontré sur le tournage de la série My Ice Girl.

## Filmographie

### Films
| Année   | Titre                       | Rôle               |
| ------- | --------------------------- | ------------------ |
| 2017    | Promise                     | Salsabila          |
| 2017    | London Love Story 2         | Elena              |
| 2018    | Tumbal: The Ritual          | Nira               |
| 2018    | Serendipity                 | Rani               |
| 2019    | Bumi Manusia                | Annelies Mellema   |
| 2019    | Sin                         | Ametta Rinjani     |
| 2020    | #TemanTapiMenikah2          | Ayudia Bing Slamet |
| 2022    | Miracle in Cell No. 7       | Kartika adulte     |
| 2023    | Buya Hamka                  | Kulsum             |
| À venir | Virgo and The Sparklings    | Carmine            |
| À venir | Puisi Cinta yang Membunuh   | Ranum              |
| À venir | Lockdown: Pandemic Thriller | Debby              |
| À venir | The Invisible Guest         |                    |

### Séries télévisées
| Année | Titre                              | Rôle        |
| ----- | ---------------------------------- | ----------- |
| 2007  | Dongeng: Putri Tidur & 3 Peri      | Tania kecil |
| 2007  | Dongeng: Gadis Cantik & Buku Ajaib | Nisa kecil  |
| 2016  | Elif Indonesia                     | Carlina     |
| 2016  | Haji Belajar Ngaji                 | Indah       |
| 2016  | Super Puber                        | Dania       |
| 2017  | Pesantren & Rock n' Roll: Reborn   | Nanda       |
| 2017  | Pesantren & Rock n' Roll: Reborn   | Rumi        |
| 2018  | Dia yang Tak Terlihat              | Kania       |
| 2018  | Dia yang Tak Terlihat              | Audy        |

### Web-séries
| Année | Titre          | Rôle           |
| ----- | -------------- | -------------- |
| 2020  | Loncat Kelas   | Nadya Emeralda |
| 2021  | Loncat Kelas 2 | Nadya Emeralda |
| 2022  | My Ice Girl    | Adara Mahestri |

### Téléfilms
- Tukang Mie Kocok Pujaan Hati (2015)
- Nyanyian Cinta Si Ratu Kambing (2016)
- Cintaku Tak Sedingin Es Cream (2016)
- Tanjidor Love Story (2017)
- Diam Diam Cinta (2017)
- Neng Geulis Lisa Pujaan Kang Deden (2017)
- Cinderella Boy (2017)
- Tukang Tutut Bikin Baper (2017)
- Pipi Merah Bu Dokter (2017)
- Foodtruckmu Mengalihkan Duniaku (2017)
- Ketampol Cinta Cewek Jengkol (2017)
- Naga Cinta Neng Geulis (2017)
- Gerobak Cinta Mas Jo (2017)
- Mie Ayam Bumbu Rindu (2017)
- Pacarku Mantan Pacar Adikku (2017)
- Ondel-ondel Ganteng Narik Bajaj (2017)
- Cintaku Pendek Tapi Kece (2018)
- Biduan Es Serut Asoy (2018)
- Princess Cantik Pangeran Sawah (2018)
- Mangga Rasa PDKT (2018)
- I Love You Dibalas I Love You Too (2019)
- Cewek Cantikku Datang Tak Dijemput Pulang Tak Diantar (2019)

## Discographie

### Singles
| Titre                         | Année | Position la plus élevée | Album                               |
| Titre                         | Année | IDN (id)                | Album                               |
| ----------------------------- | ----- | ----------------------- | ----------------------------------- |
| Heartbeat (avec Julian Jacob) | 2018  | -                       | NC                                  |
| Lebih Dari Egoku              | 2019  | 2                       | NC                                  |
| Sedang Sayang Sayangnya       | 2020  | 2                       | NC                                  |
| Ruang Rindu                   | 2020  | -                       | NC                                  |
| Tanya Hati                    | 2020  | -                       | NC                                  |
| Mesin Waktu                   | 2021  | -                       | NC                                  |
| Pernah Salah                  | 2021  | -                       | NC                                  |
| Rumah Baru                    | 2021  | -                       | Rapijali (Bande originale du livre) |
| Tiba-Tiba Hilang              | 2022  | -                       | NC                                  |

## Nominations
| Année | Cérémonie                        | Catégorie                                                     | Œuvre nommée          | Résultat   |
| ----- | -------------------------------- | ------------------------------------------------------------- | --------------------- | ---------- |
| 2020  | Anugerah Musik Indonesia         | Meilleure chanson                                             | Lebih dari Egoku      | Nomination |
| 2020  | Anugerah Musik Indonesia         | Meilleure artiste pop                                         | Lebih dari Egoku      | Nomination |
| 2020  | Festival Film Bandung            | Meilleure actrice                                             | #TemanTapiMenikah2    | Nomination |
| 2021  | Piala Maya                       | Meilleure actrice                                             | #TemanTapiMenikah2    | Nomination |
| 2021  | Indonesian Movie Actors Awards   | Meilleure actrice                                             | #TemanTapiMenikah2    | Nomination |
| 2021  | Indonesian Movie Actors Awards   | Actrice préférée du public                                    | #TemanTapiMenikah2    | Nomination |
| 2022  | Festival Film Wartawan Indonesia | Meilleure actrice dans un second rôle dans un film dramatique | Miracle in Cell No. 7 | Nomination |